# Eucereon pittieri
Eucereon pittieri är en fjärilsart som beskrevs av William Schaus 1928. Eucereon pittieri ingår i släktet Eucereon och familjen björnspinnare. Inga underarter finns listade i Catalogue of Life.